# Veronika Koedermetova

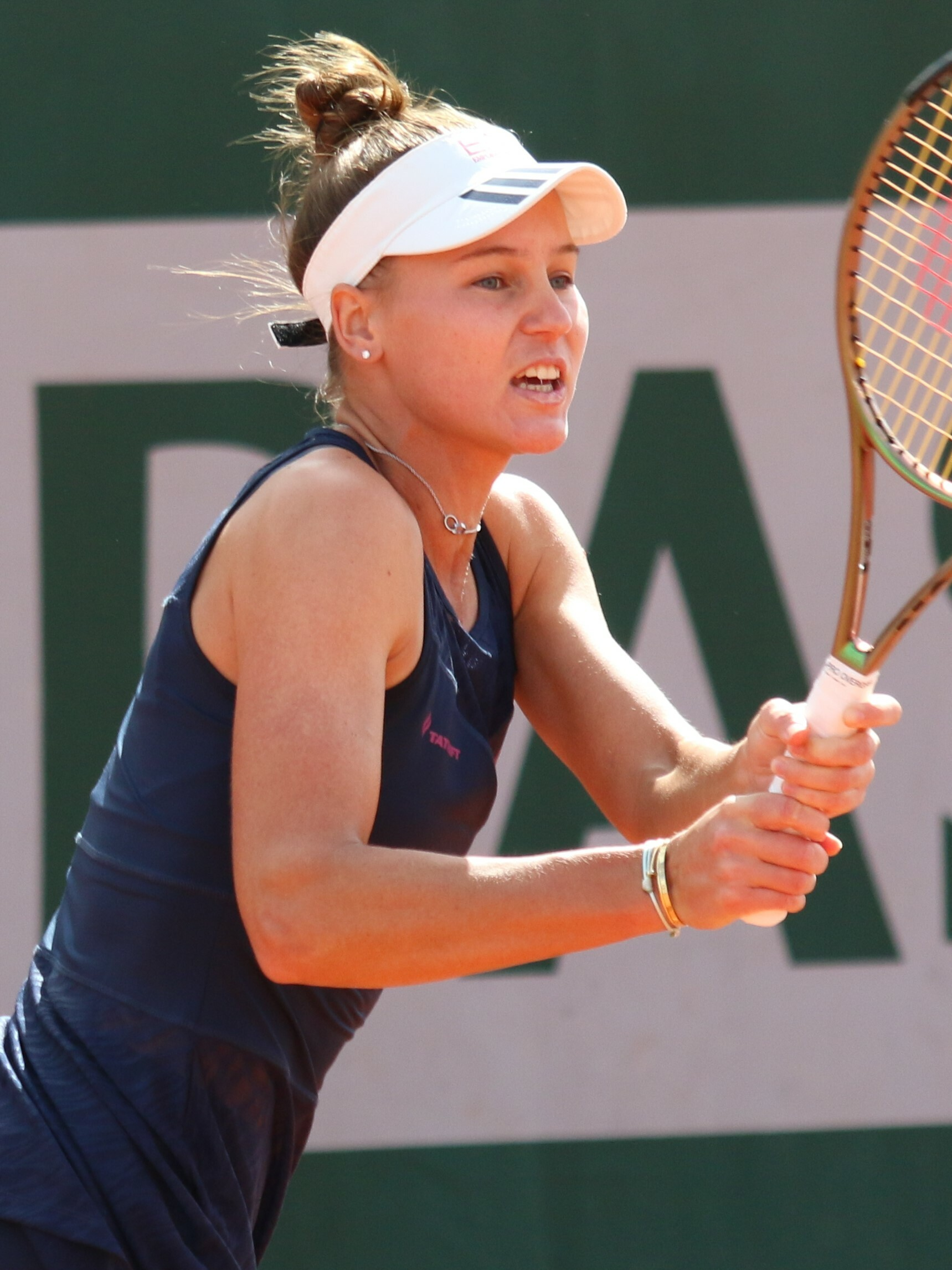
Roland Garros 2022

Veronika Edoeardovna Koedermetova (Cyrillisch: Верони́ка Эдуа́рдовна Кудерме́това) (Kazan, 24 april 1997) is een tennisspeelster uit Rusland. Zij begon op achtjarige leeftijd met het spelen van tennis. Haar favoriete ondergrond is hardcourt. Zij speelt rechtshandig en heeft een tweehandige backhand. Zij is actief in het internationale tennis sinds 2011.

## Loopbaan
In 2014 kwam Koedermetova voor het eerst voor Rusland in actie op de Fed Cup. Tot en met 2021 behaalde zij daar een winst/verlies-balans van 3–4.
In 2016 won zij haar eerste WTA-titel, op het dubbelspeltoernooi van Taipei, samen met landgenote Natela Dzalamidze.
In 2017 speelde zij samen met Natela Dzalamidze op het vrouwendubbelspeltoernooi van Roland Garros haar eerste grandslampartij.
In maart 2019 won Koedermetova haar eerste WTA-enkelspeltitel in Guadalajara – in de finale versloeg zij de Tsjechische Marie Bouzková. In september van dat jaar kwam zij binnen in de top 50 van de wereldranglijst.
In januari 2021 bereikte Koedermetova de finale van het WTA 500-toernooi van Abu Dhabi – nadat zij in de kwartfinale de Oekraïense Elina Svitolina (WTA-5) had bedwongen, moest zij in de eindstrijd haar meerdere erkennen in Wit-Russin Aryna Sabalenka (WTA-10).
In 2021 won Koedermetova het WTA 500-toernooi van Charleston, door in de finale af te rekenen met Danka Kovinić uit Montenegro – hierdoor kwam zij binnen in de top 30 van de enkelspelranglijst. Met landgenote Jelena Vesnina bereikte zij in juli de dubbelspelfinale van Wimbledon – zij moesten de zege laten aan Hsieh Su-wei en Elise Mertens. Koedermetova steeg daarmee naar de top 20 van het dubbelspel.
In januari 2022 bereikte Koedermetova op het dubbelspel van het Australian Open de halve finale, geflankeerd door de Belgische Elise Mertens – daarmee maakte Koedermetova haar entrée in de mondiale top tien van het dubbelspel. In april bereikte zij met Mertens de dubbelspelfinale van het WTA 1000-toernooi van Miami – daarmee kwam zij binnen in de top vijf van het dubbelspel. In juni steeg zij verder naar de tweede plek van de dubbelspelranglijst. Diezelfde maand bereikte zij in het enkelspel de kwartfinale op Roland Garros. In juli kwam zij in het enkelspel binnen op de mondiale top 20, en in oktober de top tien. In november won zij de dubbelspeltitel op het eindejaarstoernooi, terug aan de zijde van Mertens.
In 2023 won Koedermetova de enkelspeltitel op het WTA 500-toernooi van Tokio – in de finale versloeg zij de Amerikaanse Jessica Pegula. Op het B-kampioenschap van het eindejaarstoernooi in de Chinese stad Zhuhai won zij de dubbelspeltitel, samen met de Braziliaanse Beatriz Haddad Maia.
In juli 2025 won Koedermetova de dubbelspeltitel op Wimbledon, aan de zijde van de Belgische Elise Mertens.

## Posities op deWTA-ranglijst
Positie per einde seizoen:
| jaar | rang enkelspel | rang dubbelspel |
| ---- | -------------- | --------------- |
| 2012 | 715            | 887             |
| 2013 | 671            | 420             |
| 2014 | 343            | 198             |
| 2015 | 400            | 230             |
| 2016 | 209            | 105             |
| 2017 | 257            | 58              |
| 2018 | 115            | 64              |
| 2019 | 41             | 25              |
| 2020 | 46             | 24              |
| 2021 | 31             | 14              |
| 2022 | 9              | 2               |
| 2023 | 19             | 29              |
| 2024 | 77             | 17              |

## Resultaten grandslamtoernooien
| Legenda | Legenda                          |
| ------- | -------------------------------- |
| g.t.    | geen toernooi gehouden           |
| l.c.    | lagere categorie                 |
| –       | niet deelgenomen                 |
| G       | uitgeschakeld in de groepsfase   |
| 1R      | uitgeschakeld in de eerste ronde |
| 2R      | uitgeschakeld in de tweede ronde |
| 3R      | uitgeschakeld in de derde ronde  |
| 4R      | uitgeschakeld in de vierde ronde |
| KF      | uitgeschakeld in de kwartfinale  |
| HF      | uitgeschakeld in de halve finale |
| F       | de finale verloren               |
| W       | het toernooi gewonnen            |
| w-v     | winst/verlies-balans             |

### Enkelspel
| toernooi        | 2019 | 2020 | 2021 | 2022 | 2023 | 2024 | 2025 |
| --------------- | ---- | ---- | ---- | ---- | ---- | ---- | ---- |
| Australian Open | 1R   | 1R   | 3R   | 3R   | 2R   | 1R   | 4R   |
| Roland Garros   | 3R   | 2R   | 2R   | KF   | 1R   | 1R   | 3R   |
| Wimbledon       | 2R   | g.t. | 1R   | –    | 2R   | 1R   | 2R   |
| US Open         | 1R   | 1R   | 1R   | 4R   | 1R   | 1R   |      |

### Vrouwendubbelspel
| toernooi        | 2017 | 2018 | 2019 | 2020 | 2021 | 2022 | 2023 | 2024 | 2025 |
| --------------- | ---- | ---- | ---- | ---- | ---- | ---- | ---- | ---- | ---- |
| Australian Open | –    | 1R   | 2R   | 3R   | 1R   | HF   | 1R   | 2R   | 2R   |
| Roland Garros   | 1R   | 1R   | 1R   | 3R   | 1R   | 3R   | KF   | 3R   | KF   |
| Wimbledon       | 2R   | 2R   | 1R   | g.t. | F    | –    | –    | 3R   | W    |
| US Open         | 1R   | 1R   | 1R   | HF   | 3R   | 2R   | 2R   | HF   |      |
| WTA Finals      |      |      |      |      |      |      |      |      |      |
| WTA Finals      | –    | –    | –    | g.t. | –    | W    | –    | HF   |      |

### Gemengd dubbelspel
| toernooi        | 2024 |
| --------------- | ---- |
| Australian Open | 2R   |
| Roland Garros   | 1R   |
| Wimbledon       | –    |
| US Open         | –    |

## Palmares
| Legenda                 |
| ----------------------- |
| Grandslamtoernooi       |
| Olympische Spelen       |
| Year-End Championships  |
| Premier Mandatory       |
| Premier Five / WTA 1000 |
| Premier / WTA 500       |
| International / WTA 250 |
| Challenger / WTA 125    |

### WTA-finaleplaatsen enkelspel
| nr.              | finale     | toernooi        | ondergrond | tegenstandster          | score         |         |
| ---------------- | ---------- | --------------- | ---------- | ----------------------- | ------------- | ------- |
| gewonnen finales |            |                 |            |                         |               |         |
| 1.               | 2019-03-16 | WTA Guadalajara | tapijt (i) | Marie Bouzková          | 6-2, 6-0      | details |
| 2.               | 2021-04-11 | WTA Charleston  | gravel     | Danka Kovinić           | 6-4, 6-2      | details |
| 3.               | 2023-10-01 | WTA Tokio       | hardcourt  | Jessica Pegula          | 7-5, 6-1      | details |
| verloren finales |            |                 |            |                         |               |         |
| 1.               | 2021-01-13 | WTA Abu Dhabi   | hardcourt  | Aryna Sabalenka         | 2-6, 2-6      | details |
| 2.               | 2022-01-09 | WTA Melbourne   | hardcourt  | Simona Halep            | 2-6, 3-6      | details |
| 3.               | 2022-02-19 | WTA Dubai       | hardcourt  | Jeļena Ostapenko        | 0-6, 4-6      | details |
| 4.               | 2022-04-24 | WTA Istanbul    | gravel     | Anastasija Potapova     | 3-6, 1-6      | details |
| 5.               | 2023-06-18 | WTA Rosmalen    | gras       | Jekaterina Aleksandrova | 6-4, 4-6, 6-7 | details |

### WTA-finaleplaatsen vrouwendubbelspel
| nr.              | finale     | toernooi         | ondergrond    | partner                     | tegenstandsters                       | score             |         |
| ---------------- | ---------- | ---------------- | ------------- | --------------------------- | ------------------------------------- | ----------------- | ------- |
| gewonnen finales |            |                  |               |                             |                                       |                   |         |
| 01.              | 2016-11-20 | WTA Taipei       | tapijt (i)    | Natela Dzalamidze           | Chang Kai-chen Chuang Chia-jung       | 4-6, 6-3, [10-5]  | details |
| 02.              | 2017-11-19 | WTA Taipei       | tapijt (i)    | Aryna Sabalenka             | Monique Adamczak Naomi Broady         | 2-6, 7-6, [10-6]  | details |
| 03.              | 2018-11-03 | WTA Mumbai       | hardcourt     | Natela Dzalamidze           | Bibiane Schoofs Barbora Štefková      | 6-4, 7-6          | details |
| 04.              | 2018-11-11 | WTA Limoges      | tapijt (i)    | Galina Voskobojeva          | Timea Bacsinszky Vera Zvonarjova      | 7-5, 6-4          | details |
| 05.              | 2019-09-28 | WTA Wuhan        | hardcourt     | Duan Yingying               | Elise Mertens Aryna Sabalenka         | 7-6, 6-2          | details |
| 06.              | 2021-04-25 | WTA Istanbul     | gravel        | Elise Mertens               | Nao Hibino Makoto Ninomiya            | 6-1, 6-1          | details |
| 07.              | 2022-02-19 | WTA Dubai        | hardcourt     | Elise Mertens               | Ljoedmyla Kitsjenok Jeļena Ostapenko  | 6-1, 6-3          | details |
| 08.              | 2022-05-15 | WTA Rome         | gravel        | Anastasija Pavljoetsjenkova | Gabriela Dabrowski Giuliana Olmos     | 1-6, 6-4, [10-7]  | details |
| 09.              | 2022-11-07 | WTA Finals       | hardcourt (i) | Elise Mertens               | Barbora Krejčíková Kateřina Siniaková | 6-2, 4-6, [11-9]  | details |
| 10.              | 2023-02-25 | WTA Dubai        | hardcourt     | Ljoedmila Samsonova         | Chan Hao-ching Latisha Chan           | 6-4, 6-7, [10-1]  | details |
| 11.              | 2023-10-29 | WTA Elite Trophy | hardcourt (i) | Beatriz Haddad Maia         | Miyu Kato Aldila Sutjiadi             | 6-3, 6-3          | details |
| 12.              | 2024-04-21 | WTA Stuttgart    | gravel (i)    | Chan Hao-ching              | Ulrikke Eikeri Ingrid Neel            | 4-6, 6-3, [10-2]  | details |
| 13.              | 2025-07-13 | Wimbledon        | gras          | Elise Mertens               | Hsieh Su-wei Jeļena Ostapenko         | 3-6, 6-2, 6-4     | details |
| verloren finales |            |                  |               |                             |                                       |                   |         |
| 01.              | 2019-04-07 | WTA Charleston   | gravel        | Irina Chromatsjova          | Anna-Lena Grönefeld Alicja Rosolska   | 6-7, 2-6          | details |
| 02.              | 2019-04-14 | WTA Lugano       | gravel        | Galina Voskobojeva          | Sorana Cîrstea Andreea Mitu           | 6-1, 2-6, [8-10]  | details |
| 03.              | 2021-07-10 | Wimbledon        | gras          | Jelena Vesnina              | Hsieh Su-wei Elise Mertens            | 6-3, 5-7, 7-9     | details |
| 04.              | 2021-10-16 | WTA Indian Wells | hardcourt     | Jelena Rybakina             | Hsieh Su-wei Elise Mertens            | 6-7, 3-6          | details |
| 05.              | 2022-02-25 | WTA Doha         | hardcourt     | Elise Mertens               | Cori Gauff Jessica Pegula             | 6-3, 5-7, [5-10]  | details |
| 06.              | 2022-04-03 | WTA Miami        | hardcourt     | Elise Mertens               | Laura Siegemund Vera Zvonarjova       | 6-7, 5-7          | details |
| 07.              | 2022-06-11 | WTA Rosmalen     | gras          | Elise Mertens               | Ellen Perez Tamara Zidanšek           | 3-6, 7-5, [10-12] | details |
| 08.              | 2024-06-23 | WTA Berlijn      | gras          | Chan Hao-ching              | Wang Xinyu Zheng Saisai               | 2-6, 5-7          | details |
| 09.              | 2024-06-29 | WTA Bad Homburg  | gras          | Chan Hao-ching              | Nicole Melichar-Martinez Ellen Perez  | 6-4, 3-6, [8-10]  | details |
| 10.              | 2024-10-06 | WTA Peking       | hardcourt     | Chan Hao-ching              | Sara Errani Jasmine Paolini           | 4-6, 4-6          | details |
| 11.              | 2025-05-04 | WTA Madrid       | gravel        | Elise Mertens               | Sorana Cîrstea Anna Kalinskaja        | 7-6, 2-6, [10-12] | details |
| 12.              | 2025-05-18 | WTA Rome         | gravel        | Elise Mertens               | Sara Errani Jasmine Paolini           | 4-6, 5-7          | details |